# Bert-Jan Ruissen
Bert-Jan Ruissen, né le 22 mars 1972 à Oostdijk (Reimerswaal), est un homme politique néerlandais, membre du Parti politique réformé (SGP). Il est député européen depuis 2019.

## Biographie

### Études et carrière professionnelle
Bert-Jan Ruissen étudie la botanique à l'université de Wageningue. Il est assistant politique du député européen Leen van der Waal, puis fonctionnaire du ministère de l'Agriculture des Pays-Bas.

### Carrière politique
Ruissen siège au conseil municipal de Krimpen aan den IJssel de 2006 à 2019. Il est élu au Parlement européen en 2019, où il succède à Bas Belder. Il est membre du comité parlementaire de l'Agriculture. Il est réélu en 2024.